# Les dues senyores Carroll
 Les dues senyores Carroll  (títol original en anglès: The Two Mrs. Carrolls) és una pel·lícula estatunidenca de Peter Godfrey, estrenada el 1947. Ha estat doblada al català.

## Argument
L'artista Geoffrey Carroll coneix Sally, que és de vacances al país i hi comença una aventura, tot i que no li diu que està casat. Geoffreyy retorna a casa on pinta una impressió de la seva dona com l'àngel de mort i a continuació l'enverina. Immediatament, contreu matrimoni amb Sally. La seva nova esposa li servirà com a model per a un quadre dedicat a l'àngel de la mort i la història està a punt de repetir-se. Però ella sospita que pot estar sent víctima d'un enverinament.

## Repartiment
- Humphrey Bogart: Geoffrey Carroll
- Barbara Stanwyck: Sally Morton Carroll
- Alexis Smith: Cecily Latham
- Nigel Bruce: Dr. Tuttle
- Isobel Elsom: Sra. Latham
- Patrick O'Moore: Charles Pennington
- Ann Carter: Beatrice Carroll
- Anita Bolster: Christine
- Barry Bernard: Horace Blagdon